# Otto Koehler
Otto Koehler, född 20 december 1889, död 7 januari 1974, var en tysk zoolog.
Koehler blev professor i München 1923 och i Königsberg 1925. Han har i sina arbeten huvudsakligen behandlat retnings- och sinnesfysiologi samt ärftlighetslära.